# Dolby Digital
Dolby Digital er markedsnavnet for en serie teknologier til brug for lydkompression (audio compression) udviklet af Dolby Laboratories. Det hed oprindeligt Dolby Stereo Digital indtil 1994. Bortset fra Dolby TrueHD, er Dolby Digital en lydkomprimering med tab. Den første anvendelse af Dolby Digital var at yde digital lyd i biograferne fra 35mm film prints. Det bruges også til andre programmer som HDTV-udsendelser, DVD'er, Blu-ray-diske samt spilkonsoller.

## Dolby Technologies i diverse medieformater
|                    | HD DVD         | HD DVD         | HD DVD       | Blu-ray        | Blu-ray        | Blu-ray      | DVD            | DVD            | DVD          | DVD-Audio                                                              | DVD-Audio      | DVD-Audio    |
| ------------------ | -------------- | -------------- | ------------ | -------------- | -------------- | ------------ | -------------- | -------------- | ------------ | ---------------------------------------------------------------------- | -------------- | ------------ |
| Codec              | Player support | Channels (max) | Max Bit Rate | Player support | Channels (max) | Max Bit Rate | Player support | Channels (max) | Max Bit Rate | Player support                                                         | Channels (max) | Max Bit Rate |
| Dolby Digital      | Mandatory      | 5.1            | 448 kbit/s   | Mandatory      | 5.1            | 640 kbit/s   | Mandatory      | 5.1            | 448 kbit/s   | Optional in video zone for playback compatibility on DVD-Video players | 5.1            | 448 kbit/s   |
| Dolby Digital Plus | Mandatory      | 7.1            | 3 Mbit/s     | Optional       | 7.1            | 1.7 Mbit/s   | N/A            | N/A            | N/A          | N/A                                                                    | N/A            | N/A          |
| Dolby TrueHD       | Mandatory      | 8              | 18 Mbit/s    | Optional       | 8              | 18 Mbit/s    | N/A            | N/A            | N/A          | N/A                                                                    | N/A            | N/A          |